# Ohlertidion
Ohlertidion är ett släkte av spindlar som beskrevs av Jörg Wunderlich 2008. Ohlertidion ingår i familjen klotspindlar.
Släktet innehåller bara arten Ohlertidion ohlerti.